# Abu 'l-Fazl ibn-Mubarak

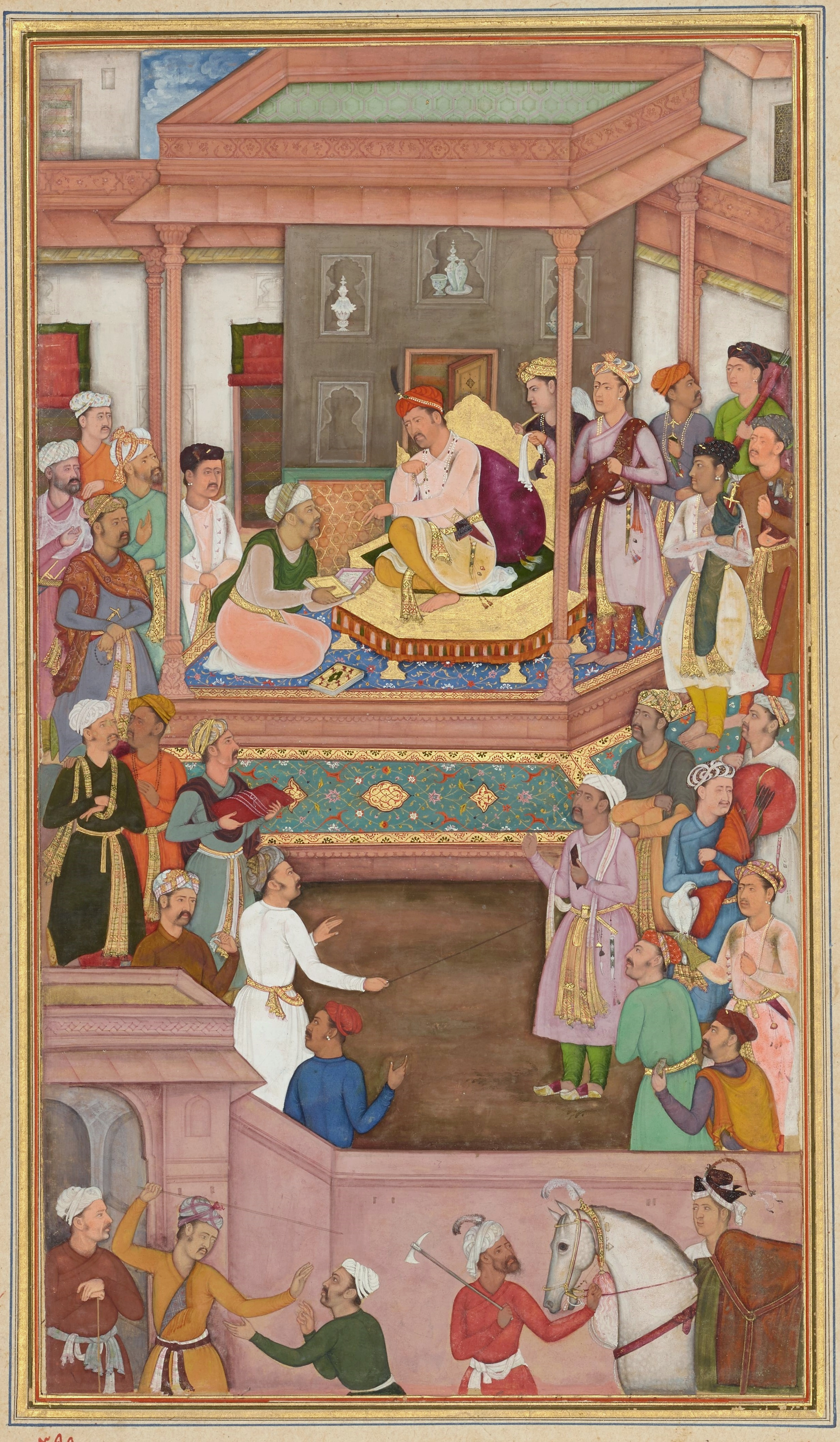
Abu 'l-Fazl presenteert de Akbarnama aan keizer Akbar.

Abu 'l-Fazl ibn Mubarak (Perzisch: ابو الفضل) (Agra, 14 januari 1551 - Narwar, 12 augustus 1602) was een schrijver en vizier aan het hof van Mogolkeizer Akbar. Zijn belangrijkste werk was een kroniek van de regering van deze keizer, de Akbarnama, en een vertaling van de Bijbel in het Perzisch. Zijn broer was de hofdichter Faizi.

## Levensloop
Abu 'l-Fazl kwam uit een Arabische familie, die oorspronkelijk afkomstig was uit Jemen. Zijn vader was de soefi-leraar sheikh Mubarak Abu'l-Fazl, die een madrassa stichtte in Agra. Abu 'l-Fazl werd door zijn vader onderricht in de leer van het soefisme. Abu 'l-Fazl arriveerde in 1575 aan het hof van keizer Akbar en had al snel een grote invloed op het beleid en denken van de keizer. Abu 'l-Fazls ideeën over mystiek in het bijzonder hadden een religieus matigende invloed op Akbar, die grote interesse in de diverse religies van zijn onderdanen toonde. Abu 'l-Fazl deelde Akbars interesse en richtte in 1574 een keizerlijk vertaalinstituut op waarvan de schrijvers de opdracht kregen religieuze teksten naar het Perzisch (de voertaal aan het Mogolhof) te vertalen.
In 1589-1590 schreef Abu'l-Fazl de Akbarnama, een gedetailleerd verslag van de regering van Akbar. Het werk bestaat uit 5 delen, die de bestuursstructuur, de geschiedenis, het leger en de religies van het rijk beschrijven. Het vijfde deel is een autobiografie van Abu 'l-Fazl zelf. Door Abu 'l-Fazl tot zijn vizier te benoemen, gaf Akbar hem ook politieke macht. De vizier diende onder andere als opperbevelhebber tijdens de invasie van de Deccan in 1596, waarbij onder andere Berar veroverd werd.
Zijn bezorgdheid over de opvolging van Akbar leidde uiteindelijk tot zijn dood. Abu 'l-Fazl was namelijk van mening dat de enige overgebleven zoon van de keizer, prins Salim, ongeschikt was om op de troon te zitten. Een hindoeïstische edelman en bondgenoot van de prins, Vir Singh Deo, liet Abu 'l-Fazl in 1602 vermoorden toen hij terugkeerde van een veldtocht in de Deccan. Toen de prins in 1605 keizer werd benoemde hij Singh Deo als dank voor zijn hulp tot radja van Orchha.
- Bibsys: 1002162
- Bibliothèque nationale de France: cb144367352 (data)
- CiNii: DA02799248
- Gemeinsame Normdatei: 115224106
- International Standard Name Identifier: 0000 0000 8084 7682
- Library of Congress Control Number: n81108300
- Nationale Bibliotheek van Tsjechië: jo2010569214
- Nationale bibliotheek van Australië: 35722730
- Nationale Bibliotheek van Israël: 987007279963005171
- Nederlandse Thesaurus van Auteursnamen: 071551336
- Réseau des bibliothèques de Suisse occidentale: 02-A022941910
- Istituto Centrale per il Catalogo Unico: VEAV529496
- LIBRIS: 31407
- Système universitaire de documentation: 06968944X
- TDVİA: ebul-fazl-el-allami
- Trove: 1058497
- Virtual International Authority File: 5150639
- WorldCat: E39PBJt8h8btJyFfvFrj9WrjG3